# Équipe de Guinée-Bissau de football à la Coupe d'Afrique des nations 2019
L’équipe de Guinée-Bissau de football participe à la Coupe d'Afrique 2019 organisée en Égypte du 21 juin au 19 juillet 2019. Elle est éliminée au premier tour, après deux défaites et un match nul, sans inscrire le moindre but.

## Qualifications
La Guinée-Bissau est placée dans le groupe K des qualifications qui se déroulent du 9 juin 2017 au 23 mars 2019. Elle obtient sa qualification grâce à un but de Frédéric Mendy dans les arrêts de jeu du dernier match.

### Résultats
| Rang | Équipe        | Pts | J | G | N | P | Bp | Bc | Diff |  | Résultats (▼ dom., ► ext.) |     |     |     |     |
| ---- | ------------- | --- | - | - | - | - | -- | -- | ---- |  | -------------------------- | --- | --- | --- | --- |
| 1    | Guinée-Bissau | 9   | 6 | 2 | 3 | 1 | 8  | 7  | +1   |  | Guinée-Bissau              |     | 1-0 | 2-2 | 2-1 |
| 2    | Namibie       | 8   | 6 | 2 | 2 | 2 | 5  | 7  | -2   |  | Namibie                    | 0-0 |     | 1-0 | 1-1 |
| 3    | Mozambique    | 8   | 6 | 2 | 2 | 2 | 7  | 7  | 0    |  | Mozambique                 | 2-2 | 1-2 |     | 1-0 |
| 4    | Zambie        | 7   | 6 | 2 | 1 | 3 | 8  | 7  | +1   |  | Zambie                     | 2-1 | 4-1 | 0-1 |     |

| 10 juin 2017 | Guinée-Bissau | 1 - 0 | Namibie |                                                         |                                                         |
| 16h00 UTC    | Gomes 23e     | (1-0) |         | Stade du 24-Septembre, Bissau Arbitrage : Daniel Laryéa | Stade du 24-Septembre, Bissau Arbitrage : Daniel Laryéa |
| 16h00 UTC    | Rapport       |       |         | Stade du 24-Septembre, Bissau Arbitrage : Daniel Laryéa | Stade du 24-Septembre, Bissau Arbitrage : Daniel Laryéa |

| 8 septembre 2018 | Mozambique                   | 2 - 2 | Guinée-Bissau            |                                                            |                                                            |
| 17h00 (UTC+2)    | Junior 43e · Reginaldo 90+2e | (1-0) | 51e Embaló · 90+8e Mendy | Stade national, Maputo Arbitrage : Ahmad Imtehaz Heeralall | Stade national, Maputo Arbitrage : Ahmad Imtehaz Heeralall |
| 17h00 (UTC+2)    | Rapport                      |       |                          | Stade national, Maputo Arbitrage : Ahmad Imtehaz Heeralall | Stade national, Maputo Arbitrage : Ahmad Imtehaz Heeralall |

| 10 octobre 2018 | Zambie                 | 2 - 1 | Guinée-Bissau |                                                                 |                                                                 |
|                 | Sunzu 17e · Shonga 52e | (1-0) | 80e Mendy     | National Heroes Stadium, Lusaka Arbitrage : Hassan Mohamed Hagi | National Heroes Stadium, Lusaka Arbitrage : Hassan Mohamed Hagi |
|                 | Rapport                |       |               | National Heroes Stadium, Lusaka Arbitrage : Hassan Mohamed Hagi | National Heroes Stadium, Lusaka Arbitrage : Hassan Mohamed Hagi |

| 14 octobre 2018 | Guinée-Bissau                    | 2 - 1 | Zambie     |                                                                  |                                                                  |
|                 | Sunzu 53e (csc) · Toni Silva 62e | (0-1) | 13e Shonga | Stade du 24-Septembre, Bissau Arbitrage : Kokou Ognankotan Ntale | Stade du 24-Septembre, Bissau Arbitrage : Kokou Ognankotan Ntale |
|                 | Rapport                          |       |            | Stade du 24-Septembre, Bissau Arbitrage : Kokou Ognankotan Ntale | Stade du 24-Septembre, Bissau Arbitrage : Kokou Ognankotan Ntale |

| 17 novembre 2018 | Namibie | 0 - 0 | Guinée-Bissau |                                                              |                                                              |
|                  |         | (0-0) |               | Stade Sam Nujoma, Windhoek Arbitrage : Noureddine El Jaafari | Stade Sam Nujoma, Windhoek Arbitrage : Noureddine El Jaafari |
|                  | Rapport |       |               | Stade Sam Nujoma, Windhoek Arbitrage : Noureddine El Jaafari | Stade Sam Nujoma, Windhoek Arbitrage : Noureddine El Jaafari |

| 23 mars 2019 | Guinée-Bissau           | 2 - 2 | Mozambique                  |                                                       |                                                       |
|              | Piqueti 13e · Mendy 90e | (1-0) | 48e Ratifo · 89e Divrassone | Stade du 24-Septembre, Bissau Arbitrage : Sadok Selmi | Stade du 24-Septembre, Bissau Arbitrage : Sadok Selmi |
|              | Rapport                 |       |                             | Stade du 24-Septembre, Bissau Arbitrage : Sadok Selmi | Stade du 24-Septembre, Bissau Arbitrage : Sadok Selmi |

### Statistiques

#### Buteurs
| Buts | Joueurs                                             |
| ---- | --------------------------------------------------- |
| 3    | Frédéric Mendy                                      |
| 1    | Carlos Embaló, Piqueti, Edigeison Gomes, Toni Silva |
| csc  | Stoppila Sunzu                                      |

## Préparation
Le 8 juin, la Guinée-Bissau s'incline 2-0 en amical face à l'Angola.
| 8 juin 2019 | Angola                      | 2 - 0 | Guinée-Bissau |          |          |
|             | Ladislua 72e · Mabululu 73e | (0-0) |               | Penafiel | Penafiel |

## Compétition

### Tirage au sort
Le tirage au sort de la CAN se déroule 12 avril 2019 au Caire, face au Sphinx et aux Pyramides. La Guinée-Bissau est placée dans le chapeau 4 en raison de son classement FIFA.
Le tirage au sort donne alors comme adversaires des Bissau-Guinéens, le Cameroun (chapeau 1, tenant du titre et 54e au classement FIFA), le Ghana (chapeau 2, 49e) et le Bénin (chapeau 3, 91e) dans le groupe F.

### Effectif
Une pré-sélection de vingt-neuf joueurs est convoquée pour un stage du 27 mai au 11 juin. La liste finale est dévoilée le 9 juin. Les six joueurs non-retenus sont Grégory Gomis, Edigeison Gomes, Bacar Baldé, Leonel Ucha, Carlos Embaló et João Mário.

### Phase de poules
| Rang | Équipe        | Pts | J | G | N | P | Bp | Bc | Diff |  | Résultats (▼ dom., ► ext.) |     |     |     |     |
| ---- | ------------- | --- | - | - | - | - | -- | -- | ---- |  | -------------------------- | --- | --- | --- | --- |
| 1    | Ghana         | 5   | 3 | 1 | 2 | 0 | 4  | 2  | +2   |  | Ghana                      |     | 0-0 | 2-2 | 2-0 |
| 2    | Cameroun      | 5   | 3 | 1 | 2 | 0 | 2  | 0  | +2   |  | Cameroun                   | 0-0 |     | 0-0 | 2-0 |
| 3    | Bénin         | 3   | 3 | 0 | 3 | 0 | 2  | 2  | 0    |  | Bénin                      | 2-2 | 0-0 |     | 0-0 |
| 4    | Guinée-Bissau | 1   | 3 | 0 | 1 | 2 | 0  | 4  | -4   |  | Guinée-Bissau              | 0-2 | 0-2 | 0-0 |     |

     Équipe qualifiée ou victorieuse; Pts = points; J = joués; G = gagnés; N = nuls; P = perdus;
Bp = buts pour; Bc = buts contre; Diff = différence de buts
| 25 juin 2019 | Cameroun                        | 2 - 0   | Guinée-Bissau | Stade d'Ismaïlia, Ismaïlia | |
| 19h00 CAT    | Yaya 66e · Bahoken 69e          | (0 - 0) |               | Spectateurs : 5 983 Arbitrage : Noureddine El Jaafari Arbitres assistants : Lahsen Azgaou Mustapha Akarkad Quatrième arbitre : Redouane Jiyed | Spectateurs : 5 983 Arbitrage : Noureddine El Jaafari Arbitres assistants : Lahsen Azgaou Mustapha Akarkad Quatrième arbitre : Redouane Jiyed |
| 19h00 CAT    | Ngadeu-Ngadjui 78e · Boumal 85e | Rapport | 58e Silva     | Spectateurs : 5 983 Arbitrage : Noureddine El Jaafari Arbitres assistants : Lahsen Azgaou Mustapha Akarkad Quatrième arbitre : Redouane Jiyed | Spectateurs : 5 983 Arbitrage : Noureddine El Jaafari Arbitres assistants : Lahsen Azgaou Mustapha Akarkad Quatrième arbitre : Redouane Jiyed |

| 29 juin 2019 | Bénin                   | 0 - 0   | Guinée-Bissau | Stade d'Ismaïlia, Ismaïlia                                                                              | |
| 22h00 CAT    |                         | (0 - 0) |               | Arbitrage : Pacifique Ndabihawenimana Arbitres assistants : Abouelregal Mahmoud Lionel Andrianantenaina | Arbitrage : Pacifique Ndabihawenimana Arbitres assistants : Abouelregal Mahmoud Lionel Andrianantenaina |
| 22h00 CAT    | Adéoti 38e · Soukou 60e | Rapport | Nanu 10e      | Arbitrage : Pacifique Ndabihawenimana Arbitres assistants : Abouelregal Mahmoud Lionel Andrianantenaina | Arbitrage : Pacifique Ndabihawenimana Arbitres assistants : Abouelregal Mahmoud Lionel Andrianantenaina |

| 2 juillet 2019 | Guinée-Bissau        | 0 - 2   | Ghana                    | Stade de Suez, Suez            |                                |
| 18h00 CAT      |                      | (0 - 0) | 46e J. Ayew · 72e Partey | Arbitrage : Eric Otogo-Castane | Arbitrage : Eric Otogo-Castane |
| 18h00 CAT      | Bura 51e · Candé 65e | Rapport | 23e Aidoo                | Arbitrage : Eric Otogo-Castane | Arbitrage : Eric Otogo-Castane |